# Erbil
Pour l’article homonyme, voir Devrim Erbil.
Erbil (écrit également Arbil ou Irbil, Hewlêr/هەولێر en kurde) est la capitale du Gouvernement régional du Kurdistan, en Irak. Elle est aussi la capitale de la province d'Erbil. Peuplée d'environ un million et demi d'habitants, elle se trouve à 77 kilomètres à l'est de Mossoul.

## Histoire
On a pu dire qu’Erbil est une des plus anciennes villes de l’histoire qui soit restée continuellement habitée. Le roi d’Ur néo-sumérien Amar-Sîn pilla la ville vers la fin du XXIe siècle av. J.-C.
Jusqu'en 608 av. J.-C., Erbil a appartenu à l’Empire néo-assyrien. Sous l’empire des Mèdes, Cyaxare aurait installé à Erbil et Kirkouk plusieurs peuples de l’ancien Iran. L’empereur perse Cyrus le grand occupa l’Assyrie en 547 av. J.-C., et y installa une satrapie achéménide, dont Erbil était la capitale.
L'implantation de la moderne Erbil/Hewlêr s'est faite à proximité du site antique d'Arbelles ou Arbèles (Arbela), capitale de l'Adiabène. En 331 av. J.-C., Alexandre le Grand remporta une victoire décisive sur l'armée perse de Darius III à une centaine de kilomètres d'Arbèles, dans la plaine de Gaugamèles. C'est pourquoi la bataille de Gaugamèles est aussi parfois appelée bataille d'Arbèles. Après la bataille, Darius III se réfugia dans la ville.
Au début de notre ère, Erbil était l'une des capitales du royaume d'Adiabène, théoriquement vassale de l'Arménie, mais utilisant ses alliances avec les Parthes pour s'assurer le maximum d'indépendance. Les rois d'Adiabène se sont convertis au judaïsme au début des années 30. C'est une région où le christianisme s'est implanté très tôt. Les listes apostoliques mentionnent un premier évêque chrétien en 104, succédant aux prédications de Thaddée d'Edesse, de Bar-Tolmay, de Thomas et de Simon le Zélote. Après la création du royaume chrétien d'Arménie au début du IVe siècle, Erbil devint le siège d’un évêché métropolite, jusqu’à la fin du Moyen Âge. Elle connut la domination successive des omeyyades, des abbassides, des bouyides, des seldjoukides. Ce fut un État turkmène sous les Atabegs d’Erbil (1131–1232), puis mongole et turque.

### Période contemporaine
Au cours de la guerre civile entre le PDK et la YNK entre 1994 et 1998, la ville est convoitée par les deux partis et change plusieurs fois de mains. Depuis 1996, elle est sous la juridiction du Parti démocratique du Kurdistan. 

#### Le massacre de Hewlêr (1997)
Le 14 mai 1997, l'armée turque lance une nouvelle opération contre les positions et les camps du Parti des travailleurs du Kurdistan (PKK) en territoire irakien. Le PDK participe à l'opération. Le 16 mai 1997, les forces du PDK attaquent simultanément, dans la ville d'Erbil, des habitations et des locaux considérés comme proches du PKK, notamment un hôpital dont les médecins, infirmiers, blessés et malades sont tous exécutés. Ce massacre fera une centaine de victimes. Les corps des défunts ne seront jamais rendus à leur famille.   

#### Assassinat de François Hariri (2001)
Le 18 février 2001, le gouverneur d’Erbil, François Hariri (1937-2001), Assyrien et membre du Comité central du PDK, est assassiné sur la route entre son domicile et le siège du gouvernorat par le Tawhid, un groupe de l'organisation islamiste du Jund al-Islam (Soldats de l’Islam),. 
En son honneur, le stade de la ville sera baptisé Stada Franso Herîrî.

#### Les attentats de 2004 et 2005
Pendant l'invasion américaine de l'Irak en 2003, une base américaine est située à la sortie d'Erbil. Erbil est victime d'une double attaque-suicide le 1er février 2004 (revendiquée par les terroristes d'Ansar al-Sunna en solidarité avec ceux d'Ansar al-Islam), qui fait 109 morts, et d'un attentat à la bombe, le 4 mai 2005, qui fait une soixantaine de morts.
Depuis les années 2010 avec la montée des périls islamistes, puis l'expansion de l'État islamique, la ville reçoit de nombreux réfugiés, en particulier chrétiens, obligés de fuir les massacres. Quelques associations françaises, parmi lesquelles l'Œuvre d'Orient ou Fraternité en Irak, poursuivent leur action pour la protection des populations et cultures chrétiennes de la sous-région, permettant notamment la création en 2015 de la Radio Al-Salam, média libre pluriconfessionnel et pluriethnique s'adressant aux personnes réfugiées et déplacées.

#### La visite du pape François
Le 6 mars 2021, le pape François vient célébrer une messe dans la cathédrale Saint-Joseph d'Ankawa, en présence du gouvernement irakien. Le lendemain, il célèbre à nouveau l'office devant 10 000 fidèles assemblés au stade Franso Hariri, dont Gewargis III, patriarche de l'Église apostolique assyrienne de l'Orient. Il exhorte les chrétiens d'Orient a rester « enracinés dans le pays de leurs pères, malgré les difficultés et les défis. ».

## Géographie
Le Kurdistan est une région très montagneuse. Erbil fait exception puisqu'elle se situe dans une zone de plaine, qui a la réputation d'être une terre très fertile.

## Urbanisme

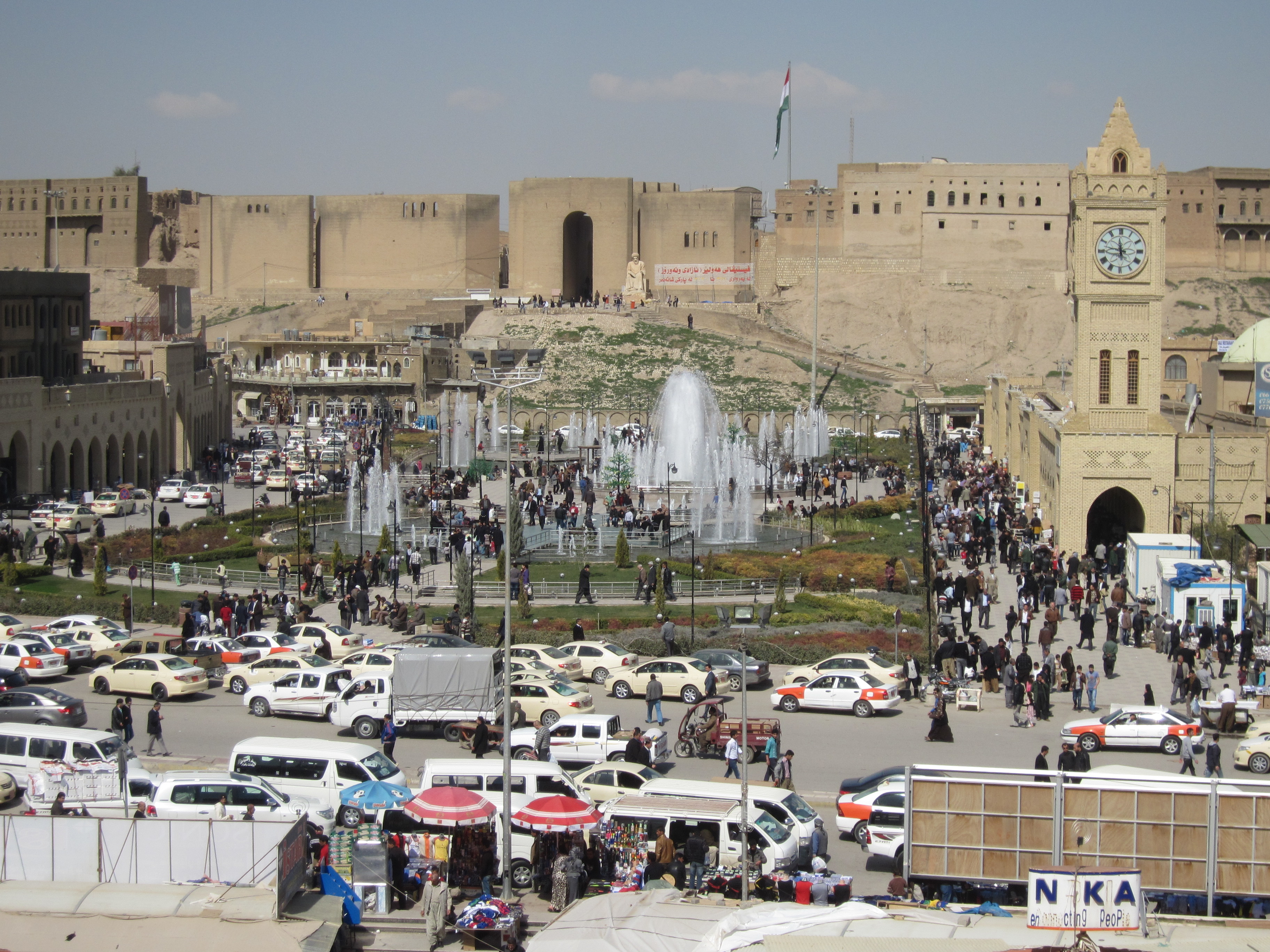
La citadelle domine les quartiers voisins.

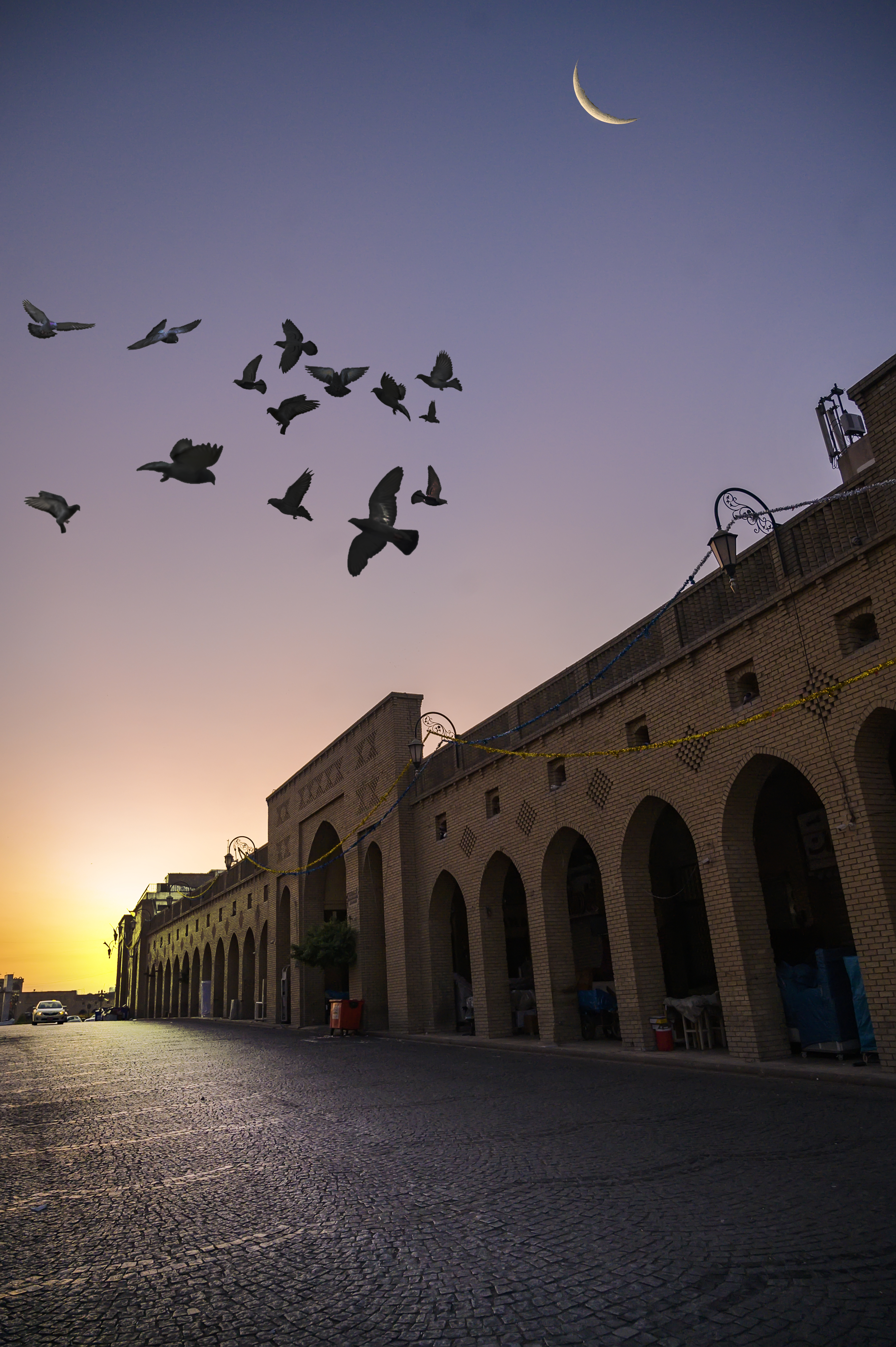
Une rue d'Erbil tot le matin. Novembre 2019.

La ville est construite sur un plan circulaire autour de la citadelle (Qala ou Qalat, en arabe : qalʿa, قلعة) qui surplombe le quartier central du bazar. La seule coupure dans la forme circulaire du tissu urbain correspond à l'ancien emplacement du cantonnement des troupes irakiennes, qui enfonce un coin dans la ville depuis sa périphérie presque jusqu'au pied du promontoire sur lequel se dresse la citadelle. Cette zone non urbanisée a été depuis 2009 transformée en un grand parc public par les autorités du Gouvernement régional.

## Population
Il y a des incertitudes sur le chiffre exact de la population de la ville, car beaucoup d'habitants (notamment à l'intérieur même de la Qalat et dans les quartiers les plus périphériques) sont des réfugiés. Ils ont fui la campagne de génocide (voir article génocide kurde) et d'arabisation menée par Saddam Hussein dans les années 1980. Puis, dans les années 2010, ils ont fui la barbarie de l'État islamique envers les populations non sunnites. Il est difficile de les recenser précisément.
D'après le recensement de 1958, la population d'Erbil était composée de la manière suivante : 
- Kurdes : 77 %
- Turkmènes : 8 %
- Arabes : 3 %
- Assyriens et Chaldéens (chrétiens d'Orient) : 10 %
- Juifs : 1 %
- Arméniens : 1 %

Les communautés chrétiennes et juive sont installées dans le quartier d'Ankawa, faubourg du nord de la ville. C'est ici par exemple que se trouve la cathédrale Saint-Joseph, siège de l'archidiocèse catholique chaldéen d'Erbil.

## Infrastructures
Erbil abrite l'université Salahaddin qui est aussi la plus importante université du Kurdistan. 
Un Institut français a ouvert ses portes en 2009, ainsi qu'une école française gérée par la Mission laïque française.
Depuis 2004, Erbil/Hewlêr dispose également d'un aéroport international qui assure des liaisons directes entre l'Europe et le Kurdistan (code AITA : EBL) : l'aéroport International d'Erbil.
Concernant les loisirs, la ville dispose de quinze salles de cinéma, d'un théâtre, d'un stade, de plusieurs centres commerciaux et de nombreux jardins publics.

## Politique
Erbil est de facto la capitale politique du Kurdistan irakien. On y trouve en particulier le siège du Parlement du Kurdistan et celui du Gouvernement régional du Kurdistan.